# Pavel Dostál
Pavel Dostál (25. února 1943 Olomouc – 24. července 2005 Brno) byl český divadelní dramaturg, textař, scenárista, režisér, publicista a po sametové revoluci politik, poslanec Sněmovny národů Federálního shromáždění za Občanské fórum, od 90. let poslanec Poslanecké sněmovny za ČSSD, v letech 1998–2005 ministr kultury ve vládě České republiky.

## Životopis

### Studium
V roce 1964 dokončil Střední průmyslovou školu chemickou.

### Divadelní působení
Dále působil v různých divadelních funkcích. Začátkem 60. let založil (pod vlivem pražského divadla Semafor) v Olomouci soubor Skumafka (Skupina malých forem kabaretu), který uvedl několik velmi kontroverzních kabaretních představení. V roce 1966 byl iniciátorem a zakladatelem legendárního DEX-klubu, kde bylo uvedeno několik desítek jeho písničkových textů (hudba Richard Pogoda). V tomto sklepním klubu hostovali Karel Kryl, Miroslav Horníček, Ivan Vyskočil, Pavel Bošek, Jiří Robert Pick další. Po vstupu vojsk v srpnu 1968 se výrazně politicky angažoval v protisovětském rozhlasovém vysílání olomouckého Rádia Ječmínek a organizoval řadu protestních akcí proti okupaci. V roce 1969 vystoupil z KSČ (členem byl od roku 1962) a do roku 1988 pracoval v různých dělnických a technických profesích (např. Farmakon Olomouc, VÚFB Praha). Roku 1971 mu byla zakázána veškerá umělecká činnost. I přesto v době normalizace pod jinými jmény spolupracoval s Amatérským studiem při olomouckém divadle, pro které (hudba Richard Pogoda) napsal a režíroval 10 autorských muzikálů (např. Gaudeamus igitur, Výtečníci, Dva na smetišti aj.). Během sametové revoluce byl v Opavě, kdy pro místní divadlo připravoval inscenaci Balady z hadrů.

### Politické působení
Po sametové revoluci se zapojil do politiky. Ve volbách v červnu 1990 byl zvolen do české části Sněmovny národů Federálního shromáždění (volební obvod Severomoravský kraj) za Občanské fórum. Po rozkladu OF v roce 1991 přešel do Klubu poslanců sociálně demokratické orientace a téhož roku vstoupil do ČSSD. Za tuto stranu obhájil mandát ve volbách roku 1992. Ve Federálním shromáždění setrval do zániku Československa v prosinci 1992.
Poté působil jako režisér Moravského divadla v Olomouci a komentátor deníku Právo, ale po několika letech se vrátil do aktivní politiky. Ve volbách v roce 1996 byl zvolen do Poslanecké sněmovny Parlamentu České republiky za ČSSD a poslanecký mandát obhájil ve volbách roku 1998 i volbách roku 2002. V dolní komoře českého parlamentu setrval do své smrti roku 2005.
V letech 1998–2005 působil na postu ministra kultury ČR ve vládě Miloše Zemana, vládě Vladimíra Špidly, vládě Stanislava Grosse a krátce i ve vládě Jiřího Paroubka. Jako ministr kultury se po dlouhou dobu pohyboval na špici žebříčku nejoblíbenějších politiků, profiloval se jako emotivní řečník, ale zároveň člověk otevřený cizím názorům a ideologicky tolerantní. Oceňoval ho Václav Havel i Václav Klaus, dobré vztahy měl s ředitelem Národní galerie Milanem Knížákem.
Byl blízkým přítelem Miloše Zemana (vzájemně se oslovovali Bimbo). Jeho tradiční součástí oblečení byla šála. Zemřel na rakovinu slinivky břišní i přes rok trvající léčení. Jakožto první ministr vlády České republiky zemřel v průběhu výkonu své funkce.

### Ocenění
V červnu 2005 obdržel Cenu města Olomouce za rok 2004 v oblasti dramatické umění. Prezident Miloš Zeman jej vyznamenal 28. října 2015 in memoriam medailí Za zásluhy.
Jeho pamětní deska byla odhalena 21. srpna 2018 v Olomouci na fasádě Domu armády, kde v letech 1966–1967 působil v Divadle experimentu (DEX-klub).

## Spory s církvemi
Kritizovaný byl vztah Pavla Dostála s církvemi, jejichž agenda spadá do gesce ministra kultury. Zejména katolická církev kritizovala Pavla Dostála za otevřeně nepřátelský postoj k církvím a protestovala proti celé řadě rozhodnutí. Nejvážnějšími byly spory okolo Náboženské matice a církevního zákona.
V prvním případě šlo o Dostálův pokus zrušit Náboženskou matici, která spravovala mimo jiné majetek katolických řádů zabraný komunistickým Československem v roce 1950, což katolická církev vnímala jako pokus formálně dokončit krádež řádového majetku a znemožnit jeho navrácení (řada majetku řádů i staršího majetku Matice, který byl v zásadě utvořen zabráním církevního majetku Josefem II., byla za komunistického režimu převedena na stát a matice o něj vedla soudní spory. Jejím zrušením by tak zanikl subjekt, který by měl právo tyto soudní spory vést a který měl povinnost využívat svého majetku k podpoře katolické církve). Ministr Dostál zastával názor, že majetek matice je státní majetek, který sice byl určen k církevním účelům, ale toto určení nebylo dáno zákonem a lze je proto změnit. Argumentoval též, že zrušení Matice navrhovali již lidovečtí ministři před ním a že matice už značnou část svého majetku převedla do vlastnictví katolické církve, že není finančně soběstačná a může být jako státní organizace zrušena, i když vede soudní pře se státem, a že nehodlá podporovat soudní spory, ve kterých by katolické církvi měl být vrácen majetek, který byl zabaven císařem Josefem II. Nejvyšší správní soud zrušil Dostálovo rozhodnutí o zrušení Náboženské matice 2. listopadu 2006 s tím, že ministr neměl pravomoc toto rozhodnutí vydat.

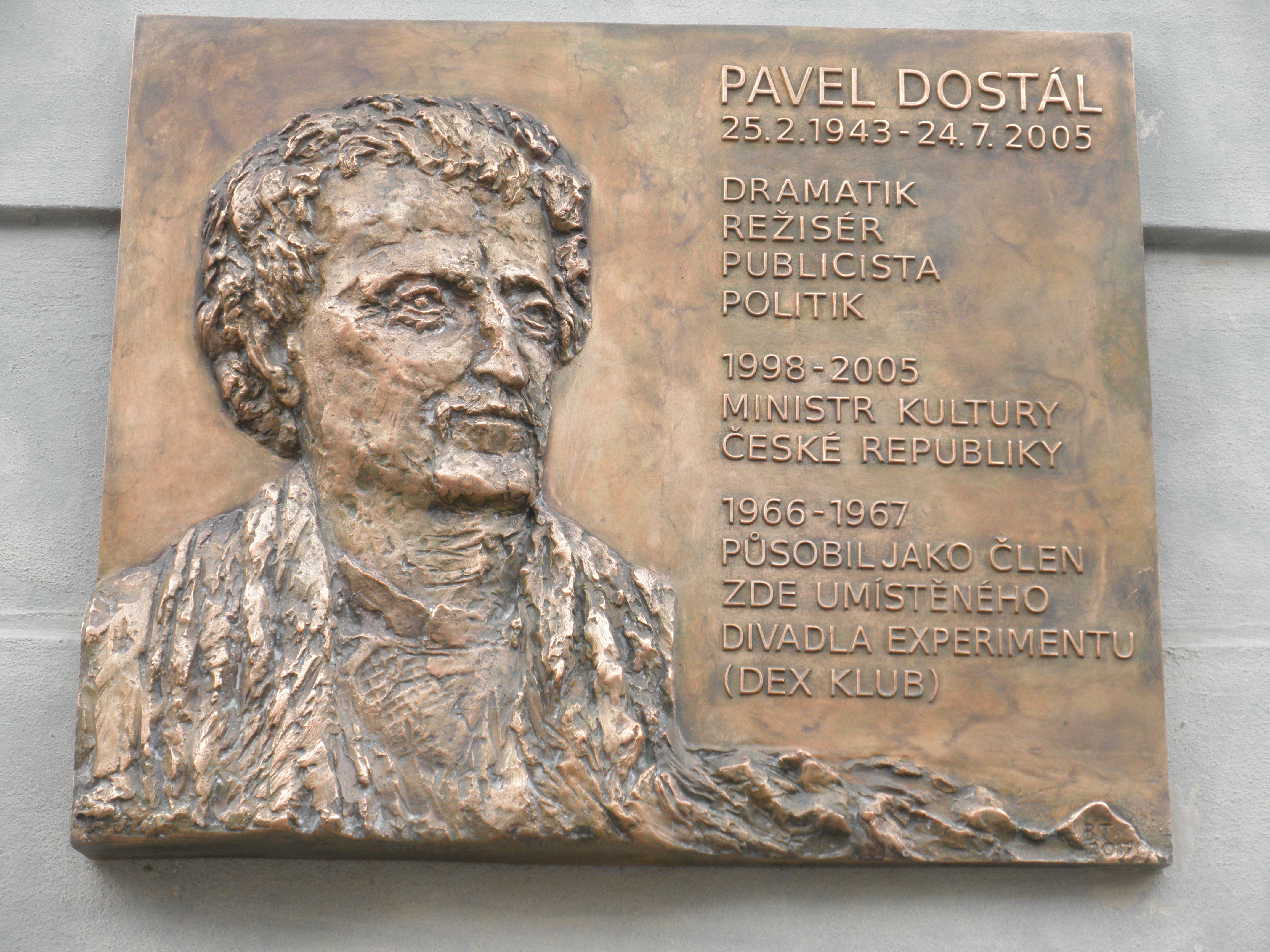
Pamětní desku Pavla Dostála v Olomouci vytvořil v roce 2018 Bohumil Teplý

Druhou oblast napětí představoval fakt, že Pavel Dostál dvakrát přes odpor církví prosadil podobu církevního zákona, která podle názoru církví nepřípustně omezovala náboženské svobody, zejména pokud jde o zřizování církevních právnických osob. V prvním případě (zákon č. 3/2002 Sb.) Ústavní soud zrušil některé paragrafy zákona (nález Ústavního soudu č. 4/2003 Sb.), ministr Dostál však krátce před svou smrtí navrhl další novelu, která podle církví obsahovala v podstatě totéž, co bylo v předchozí novele Ústavním soudem zrušeno. O této druhé novele, kterou se Dostálův nástupce Vítězslav Jandák neúspěšně pokoušel zrušit, Ústavní soud vydal 13. listopadu 2007 rozhodnutí, že zákon je v souladu s Ústavou. Zároveň ale vydal závazný výklad zákona, který je mnohem užší, než ministerstvo kultury aplikovalo, neboť státu zakazuje posuzování věcných návrhů založení těchto církevních právnických osob (např. zda je vhodné či potřebné zakládat novou farnost nebo nemocnici) a jejich libovolné rušení a omezuje jeho roli na pouhou kontrolu základních formálních náležitostí.[zdroj?]
Dostál (který prosazoval i právo státu na posuzování věcných aspektů založení nových právnických osob) u obou návrhů zastával názor, že nejde o porušování náboženské svobody, ale o přirozené a nutné podřízení církevních právnických osob českým zákonům.